# Acacia aneura
Acacia aneura es un arbusto o pequeño árbol del interior árido de Australia conocido con el nombre nativo de mulga. Cubre el 20% de la superficie del país, o cerca de 1,5 millones de km².  Esta especie está ausente de las regiones semiáridas que tienen sequías en verano o invierno. Es un árbol vital para los aborígenes de Australia pues su madera, que es muy dura, es utilizada para hacer instrumentos, palillos y azadones, así como para hacer fuego.

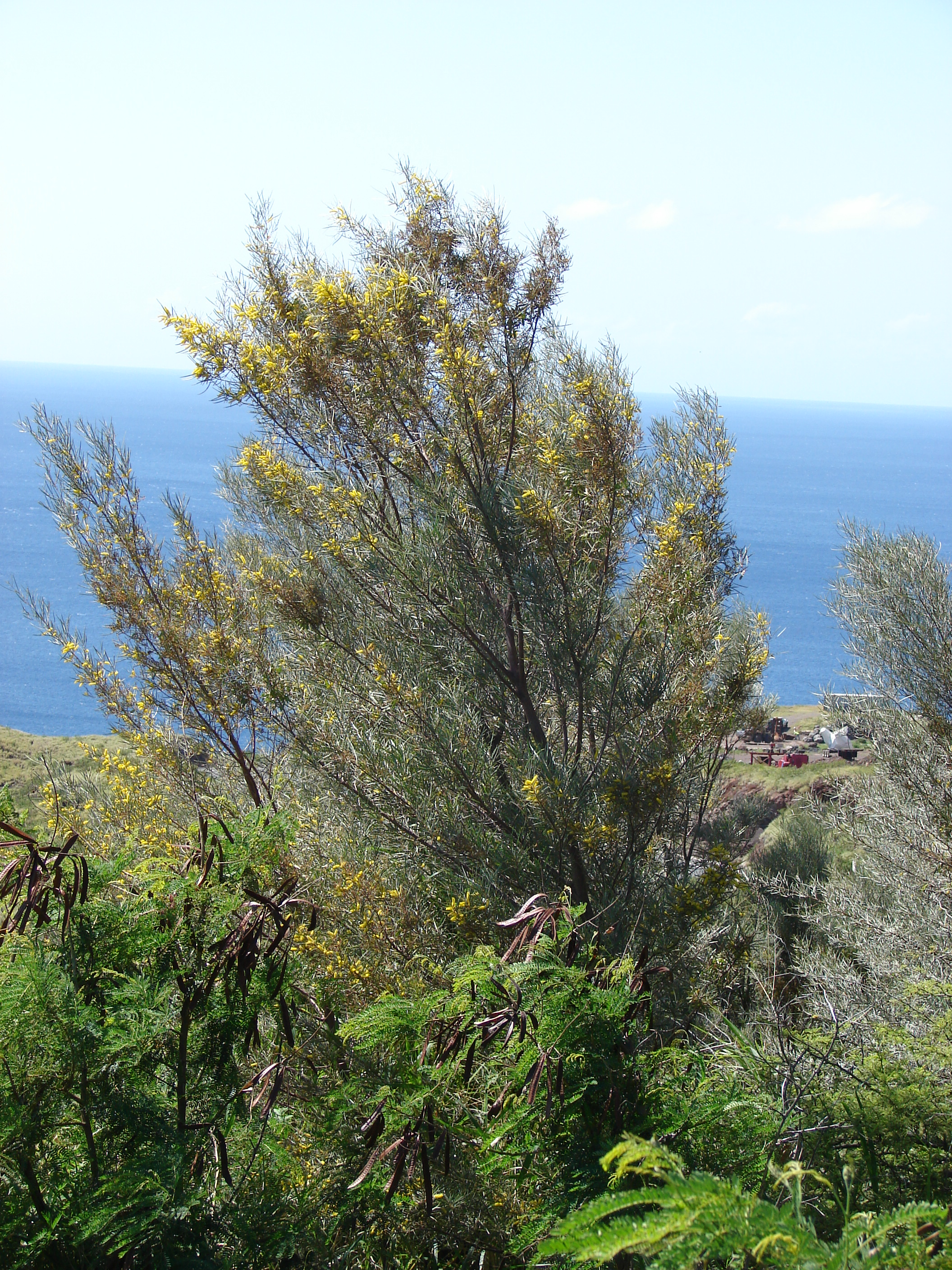
Vista de la planta

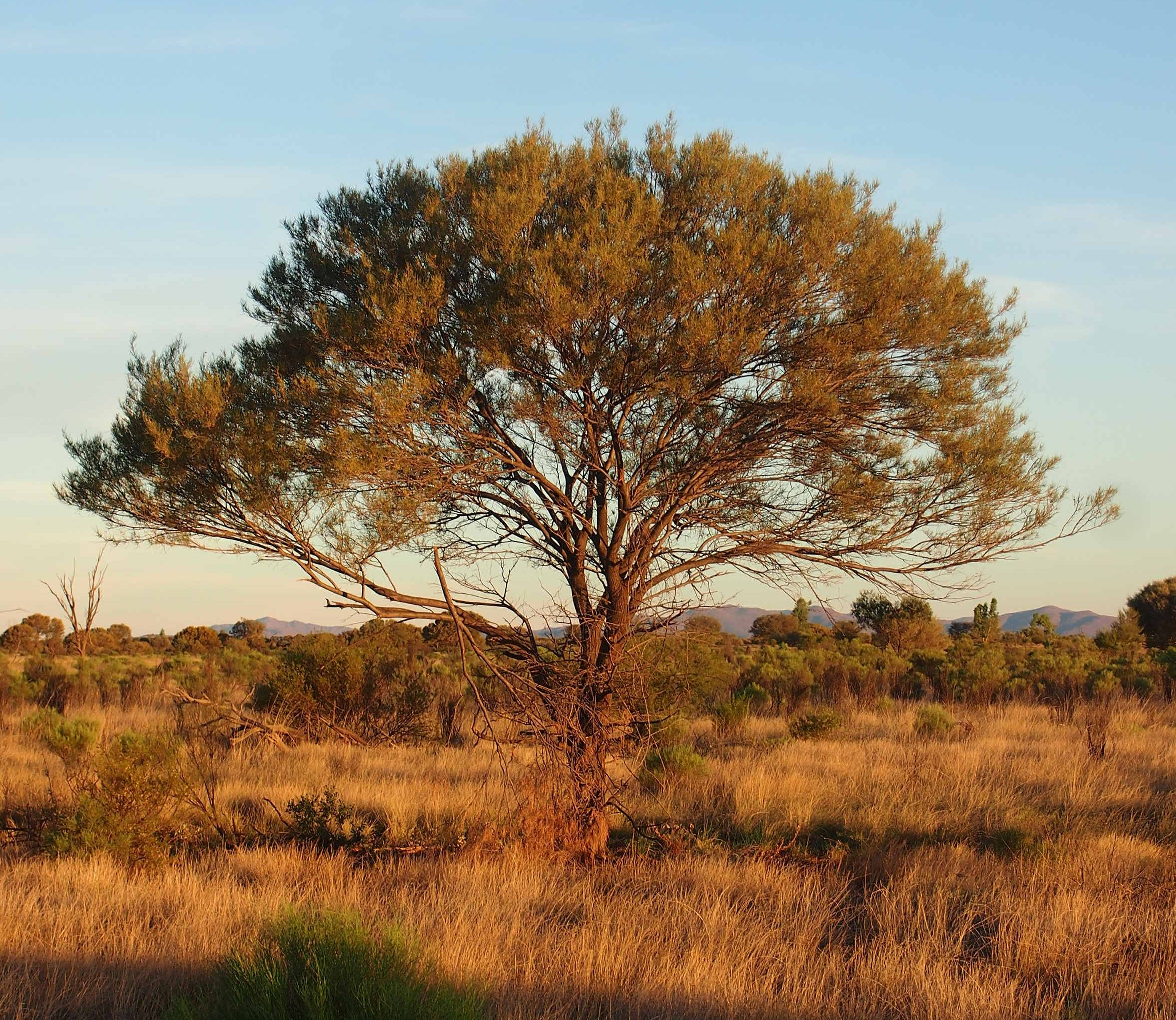
Vista del árbol en su hábitat

## Descripción
Es un árbol erecto o arbusto que alcanza un tamaño de 5-10 m de altura, de corteza fisurada, de color gris oscuro; ramillas ± cilíndricas, ± cabelludo. 
Peciolos generalmente lineales ± a muy angostamente elípticos de 4-10 cm de largo y 1-3 mm de ancho, a veces ± estrechamente elípticos y 1-5 cm de largo y 3-6 mm de ancho, recto o ligeramente curvado, ± glaucas, glabras o finamente peludas , venas longitudinales numerosos, oscura, ápice subagudo u obtuso, 1 pequeña glándula ubicada en la base; pulvinus <2 mm de largo.
Inflorescencias 1 o raramente 2 en axila del peciolo, pedúnculos 3-10 mm de largo, adpreso-peludo; cabeza cilíndrica, generalmente de 1.5 a 2.5 cm de largo (algunos picos pueden ser de 1 cm de largo.), de color amarillo brillante.
Legumbres ± rectas, ± planas, en su mayoría de 2-4 cm de largo, 7-15 mm de ancho, finamente con firmeza parecida al papel, glabras o minuciosamente cabelludo; márgenes alados o prominentes; semillas oblicuas; funículo filiformes, cortos, arilo ampliado.

## Usos

### Agricultura

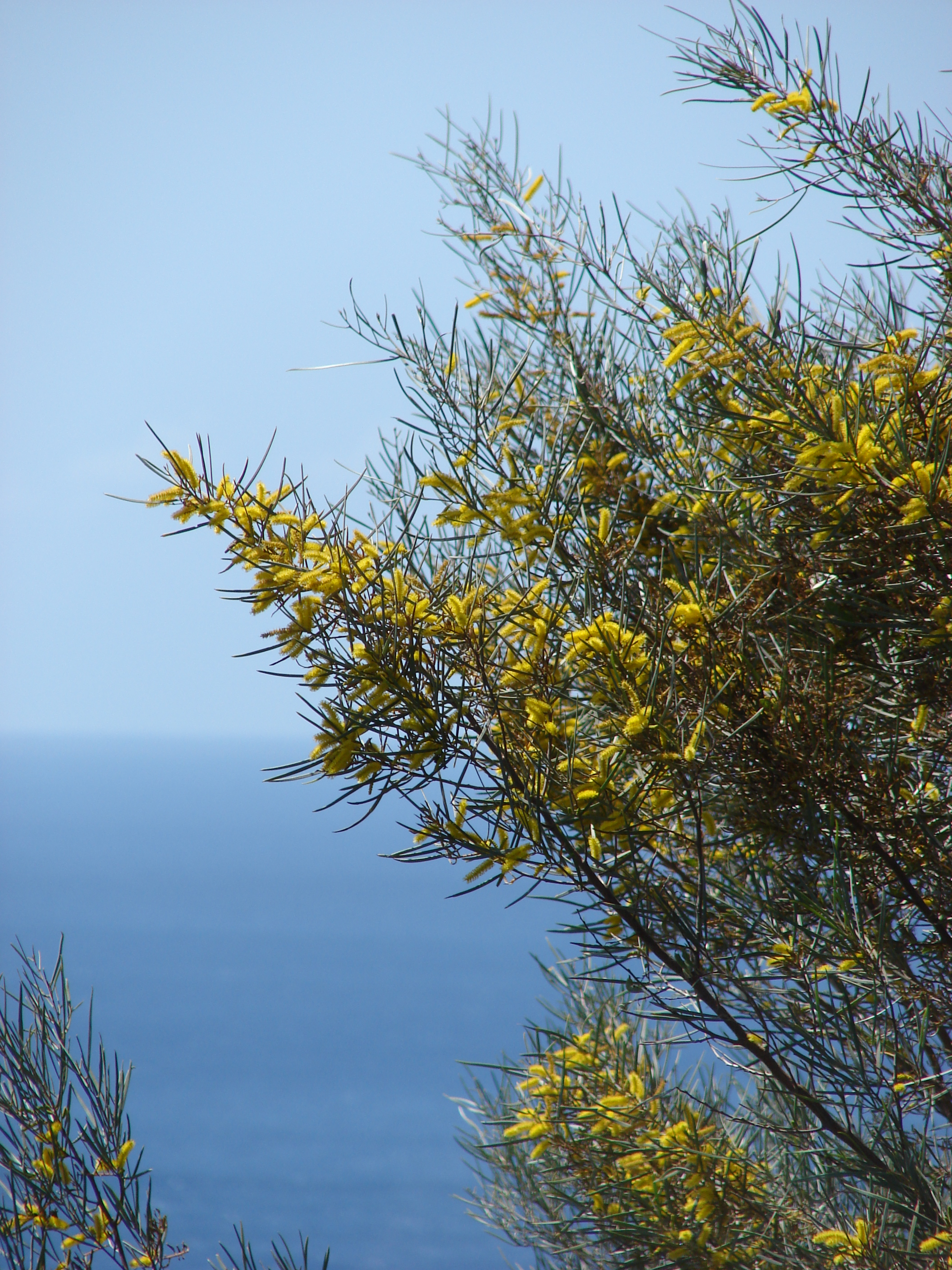
Mulga acacia (Fabaceae) Flores y hojas en Kaumalapau Hwy, Lanai, Hawái.

La llamada mulga, en Australia, se incluye en las plantaciones de Madera de sándalo como árbol huésped. La floración del árbol establece condiciones muy favorables para la abeja, en especial si hay agua en los alrededores. Así se incrementa su producción de miel y el animal poliniza los árboles.
Por otro lado la mulga es de gran importancia económica en la ganadería ovina australiana. Y es que a pesar del alto contenido en taninos de esta planta, que podría hacerla parecer indigerible, es una fuente valiosa de forraje para las ovejas. Cuando aprieta la sequía se puede recurrir a ella como último recurso. Al ganado le gusta y además tiene un alto contenido en proteínas. (Un 12% aproximadamente).

Rama de Acacia aneura con semillas en vainas.

Las semillas de Acacia aneura se usaron en el pasado para elaborar pastel de semillas. La llamada manzana de mulga es una agalla que producen los insectos y que comen los nativos. La goma de mascar de mulga (ngkwarle alkerampwe, en la lengua del clan Arrernte) es una secreción gomosa de aspecto escamoso que exudan las ramas. Para los nativos es un producto de sabor azucarado parecido a la miel considerado como una golosina.

### Madera

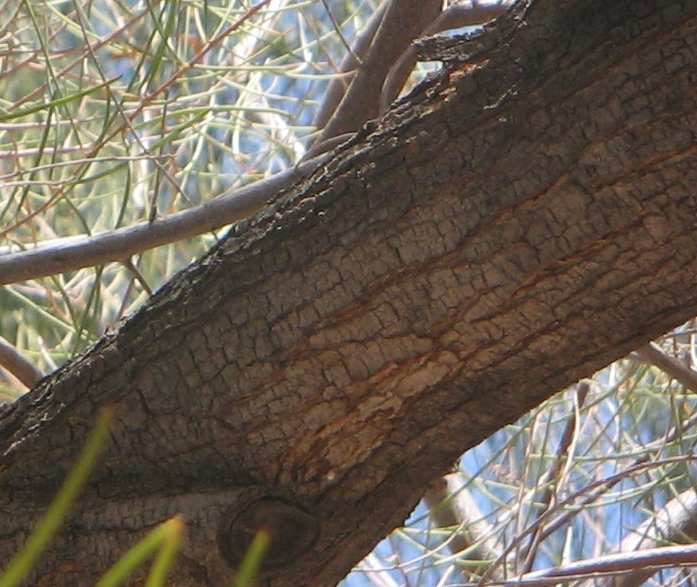
Acacia aneura, corteza

La madera de la Acacia neura (llamada mulga) aguanta muy bien la intemperie cuando se usa como poste para vallados. Tiene una densidad de 850-1100 kg/m³.  También destaca como leña al igual que el carbón vegetal producido con su madera que es de gran calidad.
Por todo ello el árbol de mulga desempeña un papel vital entre la población rural indígena del interior australiano; se usa como excelente madera dura para fabricar diversas herramientas y utensilios, como palas para cavar y plantar, para la talla, etc. incluyendo lanzas arrojadizas y los famosos búmerans (inglés: boomerangs).

## Taxonomía
Acacia aneura fue descrita por Ferdinand von Mueller y publicado en Linnaea 26: 627. 1853.
Etimología
Ver: Acacia
Sinonimia
- Acacia aneura F. Muell.
- Racosperma aneurum (Benth.) Pedley